# 1968 Nebula Award Weekend
La 3ª edizione del Nebula Award Weekend per l'assegnazione dei premi Nebula si è tenuta il 16 marzo 1968 in due eventi differenti organizzati dalla Science Fiction and Fantasy Writers of America (SFWA), rispettivamente sulla East Coast, presso Les Champs di New York e sulla West Coast, Hotel Claremont, Berkeley in California, l'organizzazione di due eventi distinti venne pensata per far fronte all'impossibilita da parte di alcuni autori di spostarsi per grosse distanze, cerimonieri per l'occasione furono Anthony Boucher, Keith Laumer

## Storia
Sin dalla sua costituzione i premi Nebula sono rimasti pressoché invariati, la categorizzazione originale prevedeva il miglior romanzo, miglior romanzo breve, miglior racconto e miglior racconto breve.
Al tempo non erano ancora state istituite regole vincolanti sulla nomination per le opere, ne tantomeno vi era una struttura organizzata come oggi, infatti se ad oggi nelle categorie vi è un numero limitato di possibili candidati (6 per categoria), nell'edizione per il miglior romanzo avrebbe visto cinque candidati.
Per la categoria miglior romanzo, il verdetto finale vedrà trionfare Samuel R. Delany, con Einstein perduto già vincitore nella stessa categoria l'anno precedente, l'opera di Delany fu pubblicata per la prima volta nel 1967 dalla Ace Books Neil Gaiman ne ha scritto una prefazione per l'edizione della Wesleyan University Press del 1998, nella quale lo riassume in poche parole come «la storia di un giovane che va in una grande città, impara alcune semplici verità sull'amore, sul diventare adulti, e decide di tornare a casa» e lo definisce «un bellissimo libro, scritto in modo perturbante, capace di prefigurare molta narrativa che è venuta dopo e troppo a lungo trascurato», non solo buona sf ma «grande letteratura, poiché è una raffinata trascrizione di sogni, di storie e di miti».
Il romanzo è presumibilmente influenzato dal film del 1959 di Marcel Camus, Orfeo Negro (Black Orpheus). Il protagonista, Lo Lobey, è liberamente basato sul personaggio di Orfeo, e il personaggio di Kid Death è anch'esso basato sulla morte in quel film. Il romanzo è stato scritto tra il settembre 1965 e il novembre 1966, a New York, Parigi, Venezia, Atene, Istanbul e Londra. L'autore aveva scelto come titolo A Fabulous, Formless Darkness, ma dovette subire l'imposizione di un titolo diverso, più pulp. L'edizione italiana della Fanucci Editore del 2004 recupera l'intenzione originaria di Delany. Il romanzo ha ottenuto la nomination agli Hugo per il miglior romanzo nel 1968
Per la categoria miglior romanzo breve Michael Moorcock si imporrà su altri quattro candidati con l’opera Behold the Man originariamente apparsa come una novella in un numero del 1966 di New Worlds; successivamente, Moorcock produsse una versione ampliata che fu pubblicata per la prima volta nel 1969 da Allison & Busby. Il titolo deriva dal Vangelo di Giovanni, capitolo 19, verso 5: "Allora Gesù uscì, indossando la corona di spine e la veste viola. E  Pilato disse loro: Ecco l'uomo".
Nel romanzo, Moorcock tesse una storia esistenzialista su Karl Glogauer, un uomo che viaggia dal 1970 in una macchina del tempo fino al 28 d.C., dove spera di incontrare lo storico Gesù di Nazaret e successivamente ampliato nel romanzo INRI.
Per la categoria miglior racconto Fritz Leiber si imporrà su altri quattro candidati con la sua opera Per muovere le ossa, un racconto fantasy in cui un personaggio gioca a dadi con la Morte. Pubblicato per la prima volta nel ottobre del 1967 all'interno dell'antologia Dangerous Visions di Harlan Ellison, ha ottenuto nello stesso anno il premio Hugo per il miglior racconto.
Il racconto è stato adattato come libro per bambini, scritto da Sarah L. Thomson, illustrato da David Wiesner, pubblicato nel 2004 da Milk and Cookies Press. Algis Budrys ha definito Per muovere le ossa una storia piuttosto efficace.

## Categorie
Le categorie ammesse per l'edizione 1967 sono state:
- Miglior romanzo (Best Novel): opere di lunghezza superiore alle 40.000 parole
- Miglior romanzo breve (Best Novella): opere di lunghezza tra le 17.500 e le 40.000 parole
- Miglior racconto (Best Novellette): opere di lunghezza tra le 7.500 e 17.500 parole
- Miglior racconto breve (Best Short Story): opere di lunghezza inferiore alle 7.500 parole

## Regolamemto
La classifica avviene tramite votazione di una giuria di esperti nel settore per opere pubblicate l'anno precedente l'edizione. Pur non avendo collegamenti con essi il premio Nebula viene influenzato dal premio Locus e a sua volta influenza sin dalla sua prima edizione la giuria del premio Hugo dando indicazioni circa le opere maggiormente meritorie da premiare. le opere ammesse al ballottaggio per le nomination sono frutto di segnalazioni dei membri della SFWA nel corso di un intero anno, senza limite per il numero di opere raccomandabili, e raggiunto un numero di raccomandazioni sufficiente (10) vengono sottoposte a una votazione preliminare.

## Vincitori e candidati
Vengono di seguito indicati in grassetto i vincitori.

Dove ricorrente e disponibile, viene indicato il titolo in lingua italiana e quello in lingua originale tra parentesi.

### Miglior romanzo
- Samuel R. Delany - Einstein perduto
  - Piers Anthony - Chthon [N 1]
  - Hayden Howard - Sexinvasione [N 2]
  - Roger Zelazny - Signore della luce[N 3]
  - Robert Silverberg - Brivido crudele[N 4]

### Miglior romanzo breve
- Michael Moorcock - Behold the Man
  - Philip José Farmer - Il salario purpureo[N 5]
  - Anne McCaffrey - La cerca del Weir[N 6]
  - Robert Silverberg - Giù nel paleozoico[N 7]
  - Theodore Sturgeon - Se tutti gli uomini fossero fratelli, a chi dareste in moglie vostra sorella?[N 8]

### Miglior racconto
- Fritz Leiber - Per muovere le ossa
  - Harlan Ellison - Pretty Maggie Moneyeyes
  - Larry Niven - Flatlander
  - Roger Zelazny - Le chiavi di dicembre
  - Roger Zelazny - La montagna dell'infinito

### Miglior racconto breve
- Samuel R. Delany - Sì, e Gomorra
  - Reginald Bretnor - Earthwoman
  - Samuel R. Delany - Vetro levigato dal mare
  - Fritz Leiber - Segreteria telefonica
  - Theodore L. Thomas - The Doctor
  - Kate Wilhelm - Badi, You Were Great

### Annotazioni
1. ↑  Pubblicato per la prima volta il 25 luglio 1967,[17][18] Si tratta del primo romanzo di Piers Anthony,[19] che nello stesso anno otterrà la nomination al premio Hugo per il miglior romanzo.[9] Seguiranno tre sequel di Chthon, Phtohr pubblicato nel dicembre del 1975,[20] Plasm (ottobre 1987)[21] e Soma (gennaio 1989)[22] entrambi del autore Charles Platt e autorizzati da Anthony.
2. ↑  Pubblicato per la prima volta nel aprile del 1965[23] e successivamente nel aprile del 1967 sulla rivista Galaxy Science Fiction[24][25][26] viene ripubblicato nuovamente nel novembre del 1967 dalla Ballantine Books[27] Entrambe le edizioni ottengono la nomination ai premi Nebula, la prima come miglior romanzo breve nel 1967 e la seconda come miglior romanzo nel 1968.[28]
3. ↑  Pubblicati i primi due capitoli del romanzo come racconti indipendenti sulla rivista The Magazine of Fantasy and Science Fiction, il primo con il titolo Dawn nell'aprile 1967[29] e il secondo con il titolo Death and the Executioner nel giugno 1967,[30][31] la prima edizione integrale del romanzo viene pubblicata nel 1967 dalla casa editrice Doubleday[32] ottenendo il premio Hugo per il miglior romanzo nel 1968.[9]
4. ↑  Il romanzo è stato scritto in due settimane, nel settembre del 1966, di ritorno dal Worldcon tenutosi a Cleveland, al termine di una calda estate durante la quale Silverberg aveva dovuto sottoporsi a una faticosa cura per problemi alla tiroide.[33]
[34] L'opera è stata pubblicata nel agosto del 1967 dalla casa editrice Ballantine Books[35] e nel 1968 è stata candidata al Premio Hugo[36]
Due dei protagonisti del romanzo, Prolisse e Malcondotto, devono il loro nome al commento tagliente di un critico italiano che, su una rivista letta da Silverberg durante la scrittura di Thorns, definiva "prolisso e mal condotto" lo stile dei suoi primi lavori pubblicati per la casa editrice Ace Books. I termini accesero la fantasia dello scrittore che li assegnò quali cognomi ai due personaggi.[34]
5. ↑  Apparso in Dangerous Visions, l'antologia di fantascienza della New Wave compilata da Harlan Ellison nel 1967,[37] e ha vinto l'Hugo Award per la migliore novella nel 1968, insieme a Weyr Search di Anne McCaffrey.[38]
Il titolo della storia è un riferimento su Riders of the Purple Sage, un western dell'autore americano Zane Grey
6. ↑  La cerca del Weir è una delle due componenti di Dragonflight, romanzo fantascientifico postumo della stessa autrice. Si tratta di romanzi premiati pubblicati dalla rivista di fantascienza Analog. La prima parte, La cerca del Weir (Weyr Search), illustrato da John Schoenherr, era stato la copertina del numero di ottobre 1967.[39] Il secondo segmento, "Dragonrider", apparve in due parti, a partire dal dicembre 1967, ed era anch’esso una storia di copertina illustrata da Schoenherr.[40]
Il romanzo presenta una giovane donna di nome Lessa che viene reclutata per stabilire un legame telepatico con un drago regina alla sua schiusa, diventando così un cavaliere di drago, e il capo di una comunità Weyr sul pianeta immaginario Pern. "Dragonrider" mostra la crescita del drago regina di Lessa, Ramoth assieme al loro addestramento. L'editore John W. Campbell chiese "di vedere i draghi che combattevano contro Thread", la minaccia di Pern dallo spazio, e suggerì anche di viaggiare nel tempo. In risposta, McCaffrey scrisse una terza storia intitolata "Crack Dust, Black Dust", che non fu pubblicata separatamente, ma fornì materiale cruciale per il romanzo.[41]
7. ↑  Racconto pubblicato per la prima volta dalla Galaxy Science Fiction nell'agosto 1967,[42] sarà ampliato successivamente e pubblicato nel 1968; ed è stato pubblicato nel Regno Unito con il titolo The Anvil of Time. Il titolo Hawksbill Station si riferisce a una colonia penale nel passato pre-cambriano, a cui i condannati politici vengono inviati in un viaggio di sola andata da un governo orwelliano nel prossimo futuro. (Questo concetto è stato successivamente riutilizzato da Julian May nella sua popolare serie Saga of Pliocene Exile)[43]
8. ↑  Paul Kincaid l'ha definita "magnificamente costruita" e "stranamente lirica", e una storia "su cui la reputazione di Sturgeon può tranquillamente riposare", ma ha osservato che il suo tono può essere "forte e accattivante", e ha ammesso che la premessa di base di Vexvelt è evitato per un motivo che nessuno sa "non ha del tutto senso". [44] Brian Stableford l'ha descritta come una "parabola morale curiosa", il cui "selvaggio ottimismo (...) è poco attraente quanto poco convincente",[45] mentre Brian Aldiss ha ritenuto che il titolo fosse "carino",[46]  e Algis Budrys lo ha definito "semplicemente terribile".[47]